# Modelo de Cournot
O Modelo de Cournot ou Competição de Cournot é um modelo econômico utilizado para descrever uma estrutura de indústria em que as empresas competem de acordo com a quantidade produzida pelos seus concorrentes, existindo uma grande interdependência nas decisões dos agentes. O modelo foi desenvolvido por Antoine Augustin Cournot (1801-1877) ao observar da concorrência em um mercado em duopólio.
o modelo tem as seguintes características:
- Há mais de uma empresa e todas as empresas produzem produtos homogêneos, ou seja, não há uma diferenciação do produto;
- As empresas não cooperam, ou seja, não há conluio;
- As empresas têm poder de mercado , ou seja, a decisão de cada empresa afeta o preço de saída do produto;
- O número de empresas é fixo;
- As empresas competem em suas quantidades e escolhem quantidades simultaneamente;
- As empresas são economicamente racionais e agem estrategicamente, procurando maximizar seu lucro dado decisões dos seus concorrentes.

Um pressuposto essencial deste modelo é o "não conjectura", e cada empresa tem como objetivo maximizar os seus lucros, com base na expectativa de que a sua decisão própria não terá nenhum efeito sobre as decisões de seus rivais. Todas as empresas sabem o número total de concorrentes no mercado e tomam os preços e quantidades destas concorrentes como dado. Cada empresa tem uma função de custo e as funções de custo são tratadas como conhecimento comum a todas as concorrentes. As funções de custo podem ser as mesmas ou bem diferentes entre as empresas. O preço de mercado é fixado em um nível tal que a demanda se iguala à quantidade total produzida por todas as empresas. Cada empresa tem a quantidade definida pelos seus concorrentes como algo dado, e avaliam a sua demanda residual se comportando como se estivessem em um monopólio.

## O modelo graficamente
Análise gráfica de um modelo com duas empresas com custo marginal constante:
{\displaystyle p_{1}} = preço da empresa 1, {\displaystyle p_{2}} = preço da empresa 2
{\displaystyle q_{1}} = quantidade da empresa 1, {\displaystyle q_{2}} = quantidade da empresa 2
{\displaystyle c} = Custo marginal, idêntico para as duas empresas
O equilíbrio dos preços será:
{\displaystyle p_{1}=p_{2}=P-(q_{1}+q_{2})}
Isto implica que o lucro de uma empresa é dado por {\displaystyle \Pi _{1}=q_{1}(P(q_{1}+q_{2})-c)}